# Маслюк зернистий
Маслюк зернистий (Boletus granulatus L. ex Fr. Ixocomus granulatus (L. ex Fr.) Quél, Suillus granulatus (L. ex Fr.) O. Kuntze.) — вид грибів з родини маслюкові (Suillaceae).

## Назва
Місцева назва — масляк справжній. 

## Будова
Шапка 3-8 (10-12) см у діаметрі, жовтувата- або рудуватокоричнювата, рудувато-каштанова, згодом буро-жовта або буро-вохряна, гола, клейка, при підсиханні блискуча. Шкірка знімається. Пори округло-кутасті з нерівним краєм, жовтуваті, згодом буро-жовті. Спори оливкувато-жовті, 8-10 × 2,5-4 мкм. Ніжка 4-8 × 1-2 см, щільна, кольору шапки, іноді світліша, борошнисто-зерниста, з віком темно-пунктирована. М'якуш щільний, жовтий, при розрізуванні на повітрі не змінюється, смак і запах приємні.

## Поширення та середовище існування
Зустрічається по всій Україні у соснових лісах, на піщаних ґрунтах; у червні — жовтні. 

## Практичне використання
Дуже добрий їстівний гриб другої категорії, проте швидко псується. Використовують свіжим, про запас сушать, солять, маринують.